# OR14I1
OR14I1 (англ. Olfactory receptor family 14 subfamily I member 1) – білок, який кодується однойменним геном, розташованим у людей на 1-й хромосомі. Довжина поліпептидного ланцюга білка становить 311 амінокислот, а молекулярна маса — 35 175.
| 10         |  | 20         |  | 30         |  | 40         |  | 50         |
| ---------- |  | ---------- |  | ---------- |  | ---------- |  | ---------- |
| MDNLTKVTEF |  | LLMEFSGIWE |  | LQVLHAGLFL |  | LIYLAVLVGN |  | LLIIAVITLD |
| QHLHTPMYFF |  | LKNLSVLDLC |  | YISVTVPKSI |  | RNSLTRRSSI |  | SYLGCVAQVY |
| FFSAFASAEL |  | AFLTVMSYDR |  | YVAICHPLQY |  | RAVMTSGGCY |  | QMAVTTWLSC |
| FSYAAVHTGN |  | MFREHVCRSS |  | VIHQFFRDIP |  | HVLALVSCEV |  | FFVEFLTLAL |
| SSCLVLGCFI |  | LMMISYFQIF |  | STVLRIPSGQ |  | SRAKAFSTCS |  | PQLIVIMLFL |
| TTGLFAALGP |  | IAKALSIQDL |  | VIALTYTVLP |  | PFLNPIIYSL |  | RNKEIKTAMW |
| RLFVKIYFLQ |  | K          |  |            |  |            |  |            |

A: Аланін

C: Цистеїн

D: Аспарагінова кислота

E: Глутамінова кислота

F: Фенілаланін

G: Гліцин

H: Гістидин

I: Ізолейцин

K: Лізин

L: Лейцин

M: Метіонін

N: Аспарагін

P: Пролін

Q: Глутамін

R: Аргінін

S: Серин

T: Треонін

V: Валін

W: Триптофан

Кодований геном білок за функціями належить до рецепторів, g-білокспряжених рецепторів, білків внутрішньоклітинного сигналінгу. 
Локалізований у клітинній мембрані, мембрані.